# Język chol
Język chol, ch'ol (wymowa: czol) – język należący do zachodniej grupy języków majańskich, używany przez ponad 180 tys. Indian w meksykańskim stanie Chiapas. Ze względu na swoje archaiczne cechy, wraz z blisko spokrewnionymi językami ch'orti' i chontal z Gwatemali i Hondurasu oraz chontal ze stanu Tabasco wykazuje największe podobieństwo do klasycznego języka Majów. W języku chol nadawane są audycje radiowe.